# Chrysogorgia antarctica
Chrysogorgia antarctica är en korallart som beskrevs av Stephen D. Cairns 2002. Chrysogorgia antarctica ingår i släktet Chrysogorgia och familjen Chrysogorgiidae.
Artens utbredningsområde är Södra Ishavet. Inga underarter finns listade i Catalogue of Life.